# デイビッド・ブラッドリー
デイビッド・ブラッドリー（David Bradley、1942年4月17日 - ）は、イギリスの俳優。

## 略歴
ロイヤル・シェイクスピア・カンパニー(RSC)とロイヤル・ナショナル・シアターのメンバーとして長い芸歴を積んできた俳優。
1990年にはナショナル・シアターの『リア王』で道化師の演技を認められ、ローレンス・オリヴィエ賞の最優秀助演男優賞を受賞している。1993年には、RSCが上演した『ハムレット』 のポロニアスと『ヘンリー4世パートII』のShallowにより、クラレンス・ダーウェント賞の最優秀助演男優賞に輝いた（Shallow役はローレンス・オリヴィエ賞の助演男優賞にもノミネートされた）。
『ハリー・ポッター』シリーズでは一貫してアーガス・フィルチ役を演じた。
HBOのドラマシリーズ『ゲーム・オブ・スローンズ』ではウォルダー・フレイ役を演じる。また2014年から始まったドラマシリーズ『ストレイン 沈黙のエクリプス』ではメインキャストのセトラキアンを演じる。

## 主な出演作品
| 公開年    | 邦題 原題                                                                            | 役名                       | 備考                                                            |
| --------- | ------------------------------------------------------------------------------------ | -------------------------- | --------------------------------------------------------------- |
| 1987      | プリック・アップ Prick Up Your Ears                                                  | 葬儀屋                     |                                                                 |
| 2000      | シャンプー台のむこうに Blow Dry                                                      | ノア                       |                                                                 |
| 2001      | ハリー・ポッターと賢者の石 Harry Potter and the Sorcerer's Stone                     | アーガス・フィルチ         |                                                                 |
| 2001      | 天使にさよなら Gabriel and Me                                                        | おじいちゃん               |                                                                 |
| 2002      | ハリー・ポッターと秘密の部屋 Harry Potter and the Chamber of Secrets                 | アーガス・フィルチ         |                                                                 |
| 2002      | ディケンズのニコラス・ニックルビー Nicholas Nickleby                                 |                            | 日本未公開                                                      |
| 2004      | ハリー・ポッターとアズカバンの囚人 Harry Potter and the Prisoner of Azkaban          | アーガス・フィルチ         |                                                                 |
| 2004      | エクソシスト ビギニング Exorcist: The Beginning                                      | ジオネッティ神父           |                                                                 |
| 2005      | ハリー・ポッターと炎のゴブレット Harry Potter and the Goblet of Fire                 | アーガス・フィルチ         |                                                                 |
| 2007      | ホット・ファズ -俺たちスーパーポリスメン!- Hot Fuzz                                  | アーサー・ウェブリー       |                                                                 |
| 2007      | ハリー・ポッターと不死鳥の騎士団 Harry Potter And The Order Of The Phoenix           | アーガス・フィルチ         |                                                                 |
| 2008      | アメイジング・ワールド/勇士の帰還 THE COL OF MAGIC                                   | コーエン                   |                                                                 |
| 2008      | アナザー・フェイス I know you know                                                   | フィッチャー               |                                                                 |
| 2009      | ハリー・ポッターと謎のプリンス Harry Potter and the Half-Blood Prince                | アーガス・フィルチ         |                                                                 |
| 2009      | 狼たちの処刑台 Harry Brown                                                           | レナード・アットウェル     | 日本未公開                                                      |
| 2010      | 家族の庭 Another Year                                                                | ロニー・ヘップル           | ロンドン映画批評家協会賞助演男優賞ノミネート                    |
| 2011      | ハリー・ポッターと死の秘宝 PART2 Harry Potter and the Deathly Hallows Part 2         | アーガス・フィルチ         |                                                                 |
| 2011      | キャプテン・アメリカ/ザ・ファースト・アベンジャー Captain America: The First Avenger | タワー・キーパー           |                                                                 |
| 2011      | ゲーム・オブ・スローンズ シーズン1                                                   | ウォルダー・フレイ         | HBOドラマシリーズ                                               |
| 2012      | ドクター・フー                                                                       | ソロモン                   | シリーズ7「恐竜たちの船」                                       |
| 2013      | ワールズ・エンド 酔っぱらいが世界を救う! The World's End                             | バジル                     |                                                                 |
| 2013      | ゲーム・オブ・スローンズ シーズン3                                                   | ウォルダー・フレイ         | HBOドラマシリーズ                                               |
| 2013      | ドクター・フー                                                                       | ウィリアム・ハートネル     | 50周年記念ドキュメンタリードラマ An Adventure in Space and Time |
| 2014-2017 | ストレイン 沈黙のエクリプス The Strain                                               | エイブラハム・セトラキアン | ドラマシリーズ                                                  |
| 2016      | メディチ Medici                                                                      |                            | テレビドラマ、8エピソード                                       |
| 2016-2017 | ゲーム・オブ・スローンズ シーズン6-7                                                 | ウォルダー・フレイ         | HBOドラマシリーズ                                               |
| 2017      | ドクター・フー                                                                       | 初代ドクター               | 2017年クリスマススペシャル「戦場と二人のドクター」              |
| 2018-2019 | Les Misérables                                                                       | ジルノルマン・ポンメルシー |                                                                 |
| 2022      | ギレルモ・デル・トロのピノッキオ Guillermo del Toro's Pinocchio                      | ゼペット                   | 声の出演                                                        |
| 2025      | Frankenstein                                                                         |                            | ポストプロダクション                                            |